# Жакет

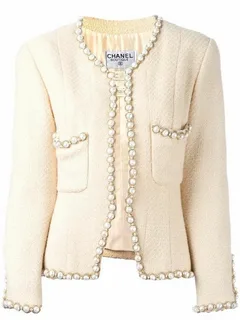
Женский жакет

Жаке́т (уменьшит.-ласкат. фр. jaquette букв. — «курточка», от jaque — «куртка») — разновидность короткой верхней (в основном — женской) одежды из трикотажа или шерстяной ткани. Имеет длинные (или укороченные) рукава. Жакет напоминает пальто, но в отличие от него шьётся из более лёгкой ткани и имеет малую длину. Может быть однобортным, двубортным, на молнии, с воротником (или без). Традиционные жакеты имеют приталенный по фигуре силуэт, но существуют различные вариации и более свободного кроя.
Коко Шанель обогатила моду XX века твидовым жакетом без воротника, отделанным тесьмой, который теперь относят к деловому стилю.
Основным признаком классического жакета считается[кем?] приталенный внешний вид с одной единственной пуговицей. Тем не менее нынешние модельеры[кто?] пытаются из раза в раз внести в классический вариант какие-либо внешние изменения.
Постепенно внешний вид жакета терпит небольшие изменения. Меняется форма, ширина лацканов, карманы и их количество. А если говорить о фасонах, то становится понятным, что более популярным становится свободный крой.